# Serbia Centralna
     Wojwodina
     Serbia Centralna
     Kosowo

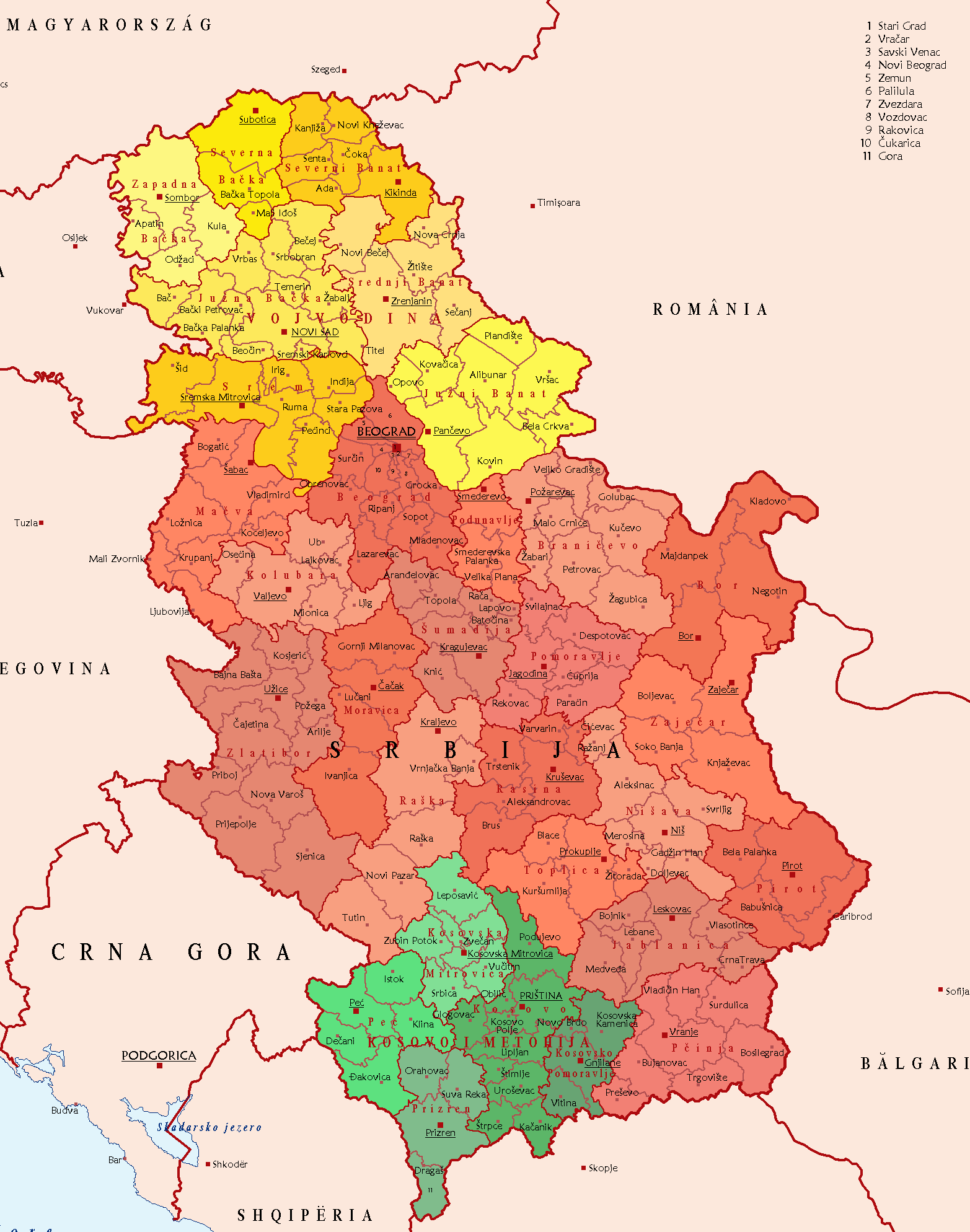
Podział administracyjny Serbii:
Wojwodina
Serbia Centralna
Kosowo

Serbia Centralna – region w środkowej Serbii, który jest integralną częścią tego państwa.
Serbia Centralna podzielona jest na 18 okręgów (serb. окрузи / okrug) oraz gminy (општина / opština). Stolicą Serbii Centralnej jest miasto stołeczne Belgrad.

## Podział administracyjny
- Belgrad
- okręg borski (Borski Okrug, stolica: Bor)
- okręg braniczewski (Braničevski Okrug, stolica: Požarevac)
- okręg jablanicki (Jablanički Okrug, stolica: Leskovac)
- okręg kolubarski (Kolubarski Okrug, stolica: Valjevo)
- okręg maczwański (Mačvanski Okrug, stolica: Šabac)
- okręg morawicki (Moravički Okrug, stolica: Čačak)
- okręg niszawski (Nišavski Okrug, stolica: Nisz)
- okręg pczyński (Pčinjski Okrug, stolica: Vranje)
- okręg pirocki (Pirotski Okrug, stolica: Pirot)
- okręg podunajski (Podunavski Okrug, stolica: Smederevo)
- okręg pomorawski (Pomoravski Okrug, stolica: Jagodina)
- okręg rasiński (Rasinski Okrug, stolica: Kruševac)
- okręg raski (Raški Okrug, stolica: Kraljevo)
- okręg szumadijski (Šumadijski Okrug, stolica: Kragujevac)
- okręg toplicki (Toplički Okrug, stolica: Prokuplje)
- okręg zajeczarski (Zaječarski Okrug, stolica: Zaječar)
- okręg zlatiborski (Zlatiborski Okrug, stolica: Užice)